# Eiji Yoshikawa
Pour les articles homonymes, voir Yoshikawa (homonymie).
Eiji Yoshikawa (吉川英治, Yoshikawa Eiji), né le 11 août 1892 à Kuragi dans la préfecture de Kanagawa au Japon et mort le 7 septembre 1962 à Tokyo, est un écrivain japonais. Il est principalement influencé par des écrits classiques majeurs du Japon et de la Chine tels que le Le Dit des Heike, le Le Dit du Genji, les Chroniques des Trois Royaumes et Au bord de l'eau. Il publie à vingt ans ses premiers textes dans des revues de Tōkyō. Sa carrière littéraire féconde fera de lui l'un des plus grands romanciers japonais du XXe siècle. En France, il porte le surnom de Victor Hugo japonais. Il meurt d'un cancer en 1962, couvert de gloire. Son œuvre est marquée par l'écriture de la biographie romancée de Miyamoto Musashi, un célèbre rōnin. Ce roman a été tiré à plus de 120 millions d'exemplaires dans le monde.

## Biographie
Eiji Yoshikawa — de son vrai nom Hidetsugu Yoshikawa (吉川英次, Yoshikawa Hidetsugu) — est né dans la préfecture de Kanagawa, en un lieu qui fait maintenant partie de la ville de Yokohama. Il est contraint de quitter l'école primaire à onze ans pour commencer à travailler, car les affaires de son père ont périclité. À 18 ans, il frôle la mort en travaillant sur les docks de Yokohama et décide de partir pour Tōkyō. Il y commence une formation en tant qu'apprenti dans un atelier de laquage d'or. Durant la même période, il s'intéresse aux haikus comiques et commence à en écrire sous le pseudonyme de "Kijiro" au sein d'un club de poésie.
En 1914, avec le dit d'Enoshima, il remporte le premier prix d'un concours d'écriture organisé par l'éditeur Kōdansha. Il rejoint alors le journal Maiyu Shinbun en 1921, et l'année suivante commence à écrire et éditer des feuilletons en commençant avec la vie de Shinran.
Il se marie avec Yasu Akazawa en 1923, année du grand tremblement de terre de Kantō. Cette expérience hors du commun renforce sa volonté de faire de l'écriture sa carrière et sa vie. Les années suivantes, il écrit quelques histoires pour des périodiques édités par Kōdansha. Se cherchant un pseudonyme adéquat, il change 19 fois de nom avant de choisir définitivement Eiji Yoshikawa comme nom de plume. Ses publications devenant célèbres, un public insatiable et nombreux  le reconnait désormais sous ce nom dès la parution de Naruto Hicho.
Au début des années 1930, son écriture devient introspective et reflète des préoccupations personnelles grandissantes. Mais en 1935, son style d'écriture change à nouveau avec la création du feuilleton historique Musashi. Publié dans le journal Asahi Shinbun, Eiji Yoshikawa y célèbre de manière romancée la vie du célèbre rōnin Miyamoto Musashi.
Durant la conquête de la Chine par le Japon en 1937, il est dépêché sur le champ de bataille en tant qu'envoyé spécial  par le Asahi Shinbun. C'est durant ces années qu'il divorce de Yasu Akazawa avant de se remarier avec Fumiko Ikedo.
À la fin de la Seconde Guerre mondiale, il cesse d'écrire et s'installe dans la périphérie de Tōkyō. Mais dès 1947, le besoin d'écrire se fait à nouveau sentir. Son principal travail d'après-guerre est l'élaboration de La Chronique des Heike à partir de 1950.

## Principales œuvres
- Musashi (宮本武蔵?)

1. La Pierre et le Sabre
2. La Parfaite Lumière

- La Chronique des Heike (新・平家物語, Shin Heike Monogatari?)
- Naruto Hitcho (鳴門秘帖, Le carnet secret de Naruto?)
- Un conte fantastique de Naruto. (en)